# Злидол
Вижте пояснителната страница за други значения на Зли дол.
Злѝдол е село в Северозападна България, община Мездра, област Враца.

## География
Село Злидол се намира на около 14 km юг-югозападно от областния център Враца и около 17 km запад-югозападно от общинския център Мездра. Разположено е в северната част на Искърския пролом в Стара планина, южно от река Искър, в долината на малък неин десен приток. Надморската височина в селото при моста над Искър е около 304 m и нараства на юг по пътя в долината на притока до около 390 m.
Отвъд Искър, откъм левия бряг на реката минават второкласният републикански път II-16 и железопътната линия София – Горна Оряховица – Варна.
Землището на село Злидол граничи със землищата на: село Елисейна на запад и север; село Зверино на североизток; село Оселна на изток и югоизток; село Еленов дол на юг; село Габровница на югозапад и запад.
Населението на село Злидол, наброявало 196 души при преброяването към 1934 г., нараства до 280 към 1965 г. и през следващите години намалява до 81 (по текущата демографска статистика за населението) към 2020 г.
При преброяването на населението към 1 февруари 2011 г., от обща численост 121 лица, за 119 лица е посочена принадлежност към „българска“ етническа група..

## История
В Зли дол се е състояла последната битка на част от разбитата Ботева чета.

## Население
Преброяване на населението през 2011 г.
Численост и дял на етническите групи според преброяването на населението през 2011 г.:
|                     | Численост | Дял (в %) |
| Общо                | 121       | 100,00    |
| Българи             | 119       | 98,34     |
| Турци               | 0         | 0,00      |
| Цигани              | 0         | 0,00      |
| Други               | 0         | 0,00      |
| Не се самоопределят | 0         | 0,00      |
| Неотговорили        | 0         | 0,00      |

## Редовни събития
Празник на селото септември. Курбан за здраве.